# Nadine Grouwels
Nadine Grouwels (Genk, 1 november 1973) is een gewezen Belgische atlete, die zich had toegelegd op het hordelopen. Zij nam eenmaal deel aan de Europese indoorkampioenschappen en veroverde indoor en outdoor in totaal zes Belgische titels.

## Biografie
Grouwels veroverde tussen 1995 en 2002 drie Belgische indoortitels op de 60 m horden en drie outdoortitels op de 100 m horden. In 2000 nam ze in Gent deel aan de Europese indoorkampioenschappen. Ze overleefde de series niet.
Eind 2002 kondigde Grouwels haar afscheid aan.

### Clubs
Grouwels was aangesloten bij AV Toekomst, waar ze na haar actieve carrière jeugdtrainster werd.

## Belgische kampioenschappen
Outdoor
| Onderdeel    | Jaar             |
| ------------ | ---------------- |
| 100 m horden | 1995, 2000, 2001 |

Indoor
| Onderdeel   | Jaar             |
| ----------- | ---------------- |
| 60 m horden | 1995, 2000, 2002 |

## Persoonlijke records
Outdoor
| Onderdeel    | Prestatie | Datum            | Plaats            |
| ------------ | --------- | ---------------- | ----------------- |
| 100 m horden | 13,30 s   | 13 augustus 2000 | La Chaux-de-Fonds |

Indoor
| Onderdeel   | Prestatie | Datum            | Plaats |
| ----------- | --------- | ---------------- | ------ |
| 60 m horden | 8,31 s    | 17 februari 2002 | Gent   |

## Palmares

### 60 m horden
- 1994:  BK indoor AC – 8,51 s
- 1995:  BK indoor AC – 8,33 s
- 1997:  BK indoor AC – 8,72 s
- 1998:  BK indoor AC – 8,53 s
- 2000:  BK indoor AC – 8,40 s
- 2000: 5e in series EK indoor in Gent – 8,39 s
- 2001:  BK indoor AC – 8,48 s
- 2002:  BK indoor AC – 8,31 s

### 100 m horden
- 1994:  BK AC – 13,60 s
- 1995:  BK AC – 13,34 s
- 1998:  BK AC – 13,58 s
- 2000:  BK AC – 13,56 s
- 2001:  BK AC – 13,51 s